# عيني (ألبوم)
عيني هو الألبوم الغنائي الخامس عشر للفنان حميد الشاعري حيث صدر هذا الألبوم من إنتاج شركة عالم الفن في العام 1997. شارك المطرب هشام عباس في أغنية عيني في الأغنية تسجيلاً و تصويراً. كانت الفنانة نيكول سابا موديل في فيديو كليب هذه الأغنية. شاركت المطربة داليا في أغنيتي ردي عليا و بتحبني. أغنية لون عينيك مقتبسة لحناً عن أغنية All at once للمطربة الأمريكية ويتني هيوستن.

## محتويات الألبوم
| الأغنيات       | الكلمات            | الألحان       | التوزيع الموسيقي |
| -------------- | ------------------ | ------------- | ---------------- |
| عيني           | عنتر هلال          | عنتر هلال     | حميد الشاعري     |
| مهما حاولوا    | سمير زكي           | عصام كاريكا   | حميد الشاعري     |
| ردي عليا       | ناصر المزداوي      | ناصر المزداوي | حميد الشاعري     |
| لو تقدر تنساني | عبد الرحمن أبو سنة | حميد الشاعري  | حميد الشاعري     |
| بتحبني         | عادل عمر           | حميد الشاعري  | حميد الشاعري     |
| الفستان الأسود | عادل عمر           | حميد الشاعري  | حميد الشاعري     |
| لون عنيك       | عادل عمر           | لحن عالمي     | حميد الشاعري     |
| تهجرني         | عادل عمر           | حميد الشاعري  | حميد الشاعري     |
| ويل            | عبد الرحمن أبو سنة | نجيب الهوش    | حميد الشاعري     |